# デルポイのシビュラ

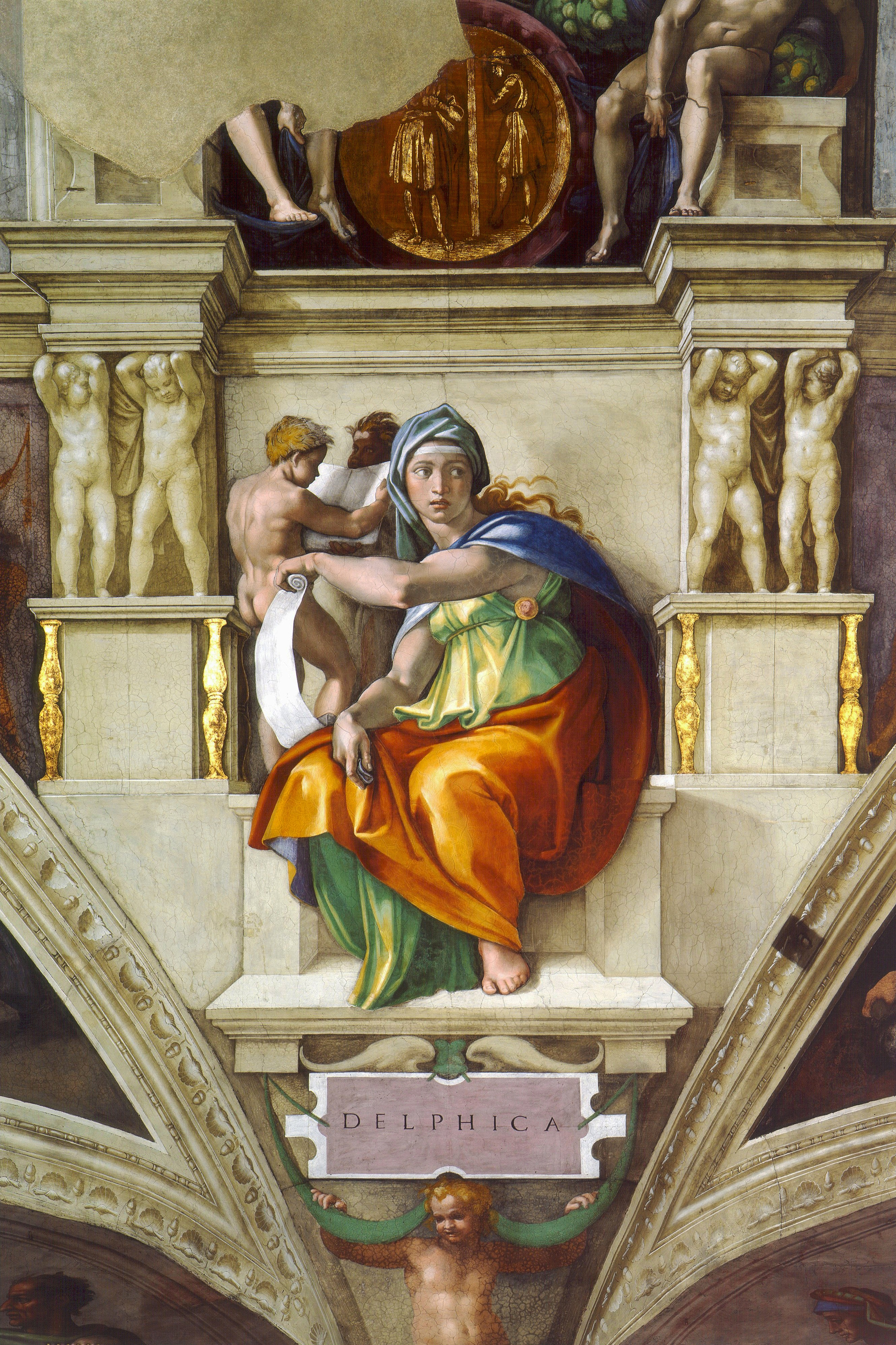
ミケランジェロ・ブオナローティのフレスコ画『デルポイの巫女』。1509年。ローマのシスティーナ礼拝堂天井画。

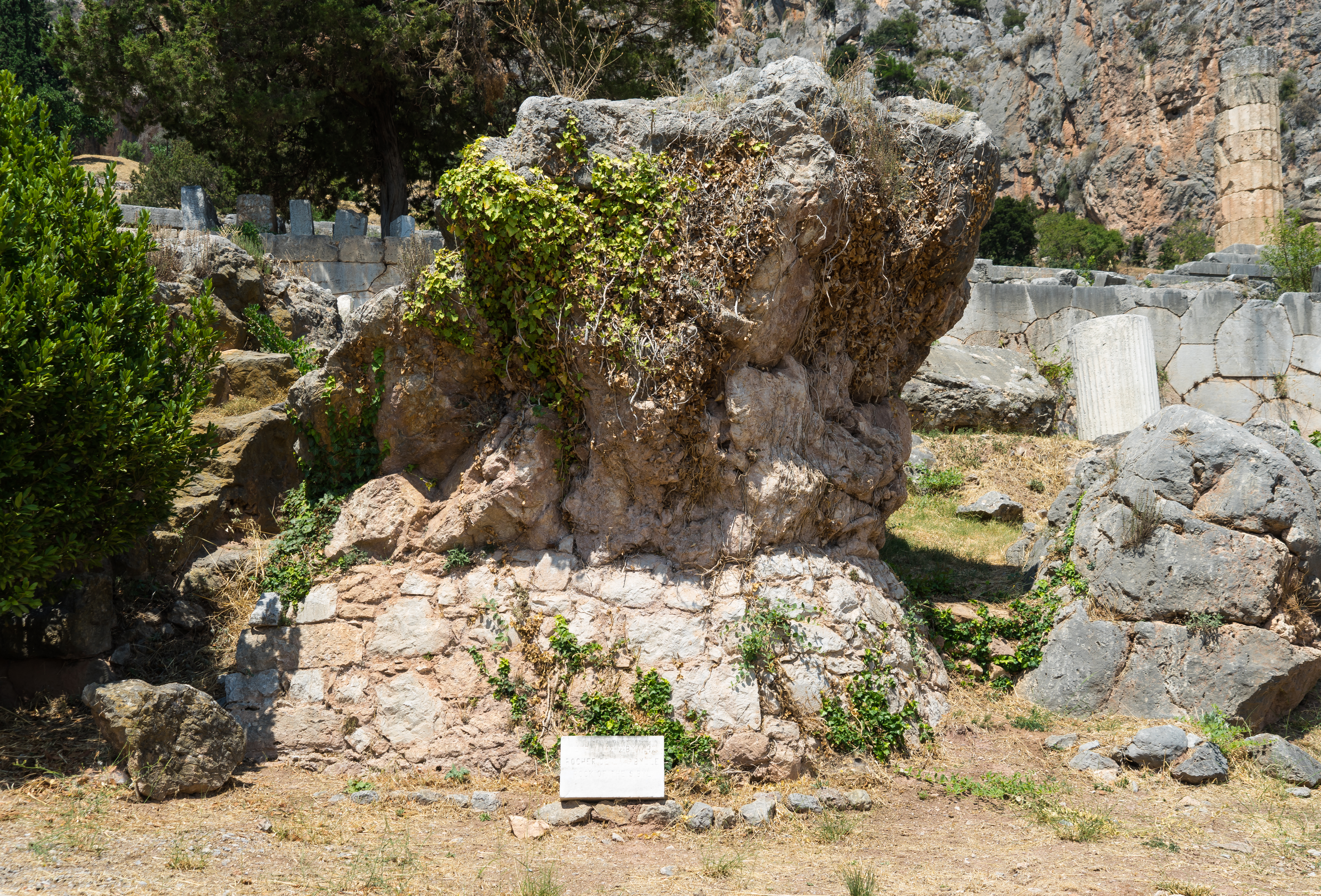
シビュラが神託を告げたと伝えられるシビュラの岩。アテナイ人の宝庫の近くにある。2018年撮影。

デルポイのシビュラ（古希: Δελφική Σίβυλλα, 英: Delphic Sibyl）は、ギリシア神話およびローマ神話に登場するアポローンの巫女（シビュラ）の1人。ポーキス地方にあるアポローン最大の聖地デルポイで神託を告げたとされる。

## 概要
古代の文献によるとシビュラは地中海世界の各地にいたとされ、アポローンの聖地であるデルポイにもいたと伝えられている。2世紀頃の旅行家パウサニアースによると、デルポイにはシビュラの岩と言われる岩が地上から隆起した場所があり、デルポイのシビュラはこの岩の上に立って予言をしたという。この岩は現在も残されており、アポローン神殿へと登る参道途中に建設されたアテナイ人の宝庫近くにある。予言はピューティアーと同様に神がかりの状態による託宣という形で行われた。
初期キリスト教の著述家ルキウス・カエキリウス・フィルミアヌス・ラクタンティウスは古代ローマの学者マルクス・テレンティウス・ウァッロのシビュラに関する記述を引用している。それによると最古のシビュラはペルシアのシビュラで、その次にリビュアのシビュラが現れた。3番目に現れたのがデルポイのシビュラで、哲学者クリューシッポスが占いについて書いた著書の中で彼女について述べている。また続いてキンメリアのシビュラ、エリュトライのシビュラ、サモスのシビュラ、クーマエのシビュラ、ヘレースポントスのシビュラ、プリュギアのシビュラ、ティーブルのシビュラが現れたという。

### ヘーロピレー
シビュラの異名で呼ばれた神話的な巫女がデルポイにいたことは何人かの古代の著述家が言及している。パウサニアースによるとデルポイのシビュラはヘーロピレーという名前の女性であった。もともとはトローアス地方のイーダー山にあったマルペーッソス市の出身で、イーダー山の不死のニュムペーの母と、マルペーッソスの人間の父との間に生まれた。ヘーロピレーが生きた時代はトロイア戦争以前で、最古のシビュラであるリビュアのシビュラの後に現れ、ヘレネーが原因でトロイア戦争が勃発することを予言した。トローアス地方の都市アレクサンドレイアではヘーロピレーはアポロン・スミンテウス神殿の守り人であり、ヘカベーの夢について神託を下したと伝えられていた。彼女は生涯の大半をサモス島で過ごしたのち、コロポーンのクラロスや、エーゲ海のデロス島、デルポイに赴いた。最終的に彼女はトローアス地方で死去し、アポロン・スミンテウス神殿に墓があった。パウサニアースはデロス島にはヘーロピレーの作とされるアポローン讃歌が伝えられており、当時の人々の記憶に残っていたと証言している。讃歌の中でヘーロピレーは自身をアルテミスと呼び、ときにアポロンの正妻であり、姉妹であり、娘であると歌ったという。10世紀にまとめられた辞典『スーダ』でも、デルポイのシビュラはアルテミスとも呼ばれ、トロイア戦争以前に生まれ、詩で神託を記したと述べている。

### ダプネー
シケリアのディオドーロスによると、テーバイの予言者テイレシアースの娘ダプネーはエピゴノイによって捕らえられると、エピゴノイはデルポイから神託を授かった返礼として彼女をデルポイに奉納した。もともと予言の術に秀でていたダプネーはデルポイでさらにそれを研鑽し、あらゆる神託を記録した。また詩的表現に優れていたため、詩人ホメーロスも彼女から多くの詩句を学び、自身の作品に使用した。またダプネーはしばしば神がかりになって神託を下したため、シビュラの異名で呼ばれた。

## ギャラリー

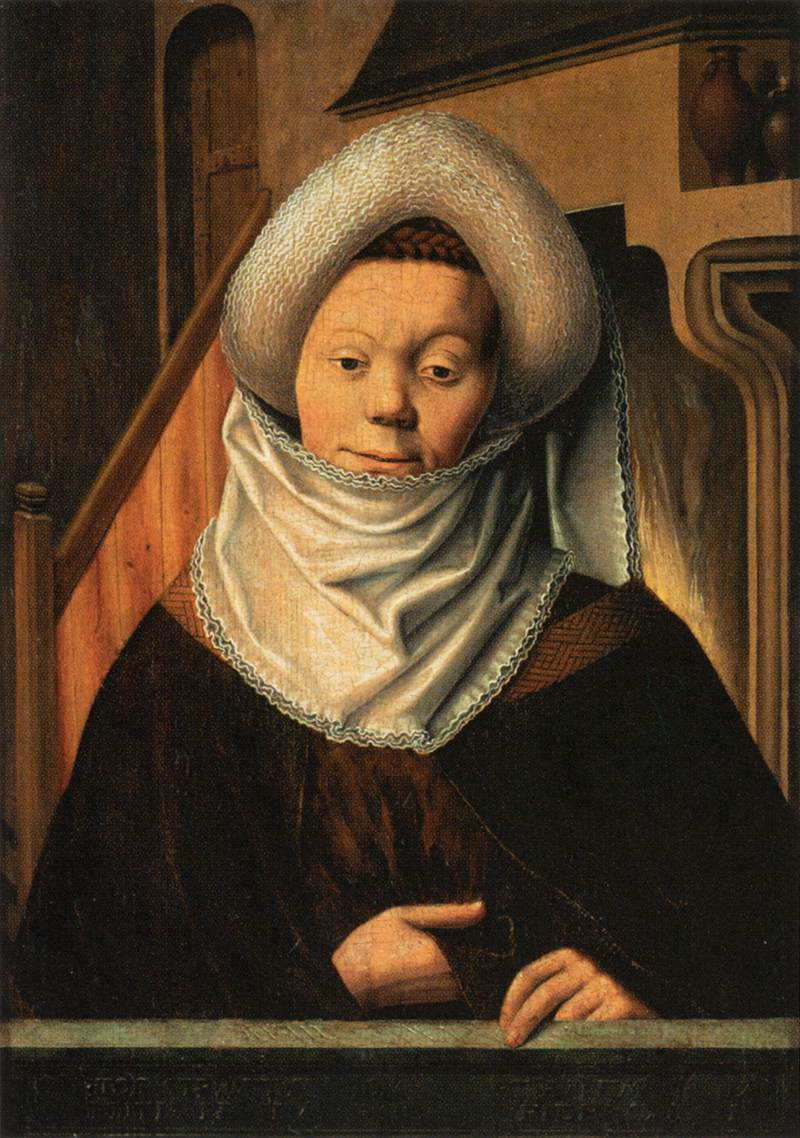
ルドガー・トム・リング（英語版）『デルポイのシビュラ』1500年から1540年 ルーヴル美術館所蔵
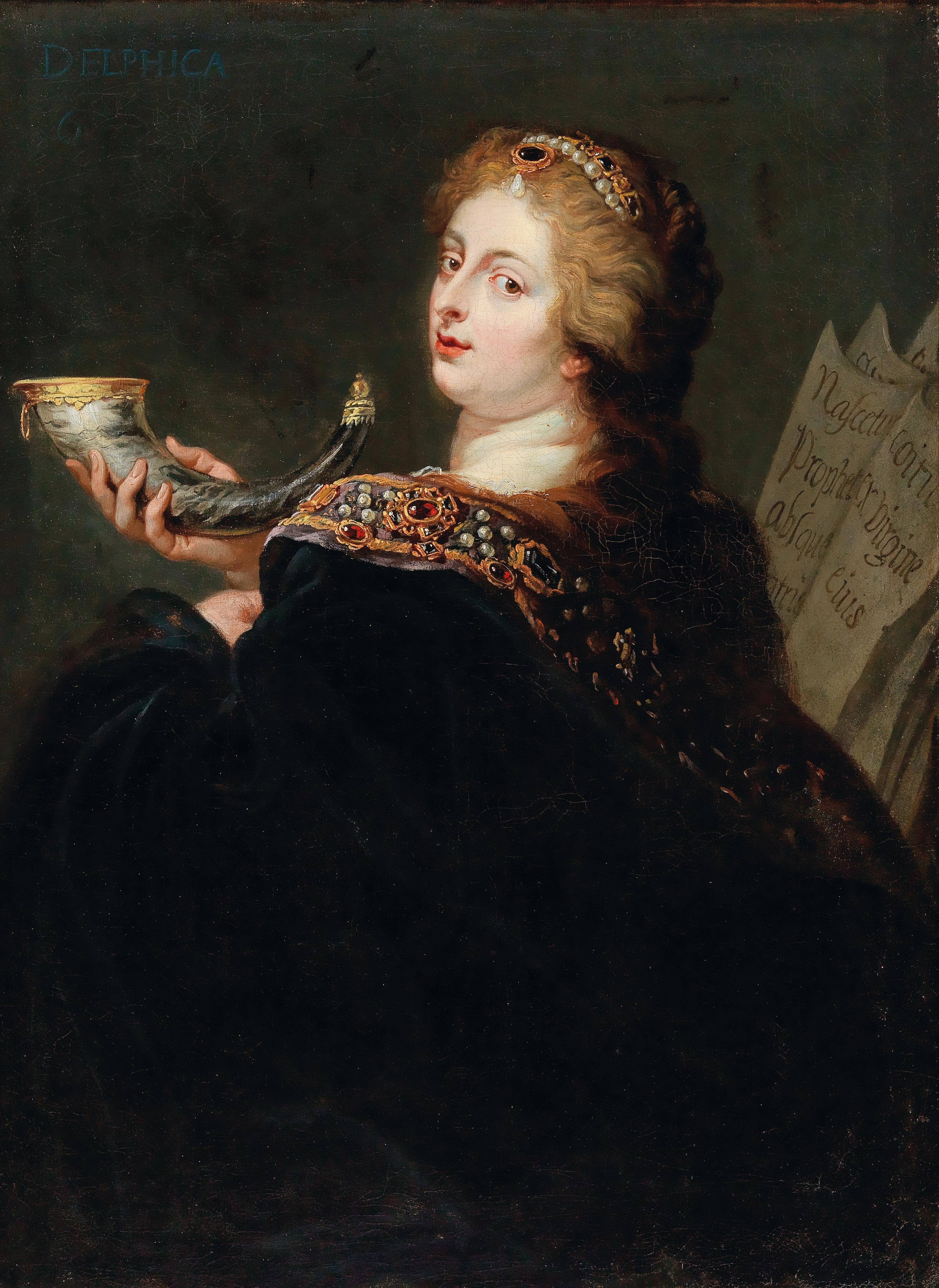
ヤン・ファン・デン・ヘッケ『デルポイのシビュラ』1630年から1637年
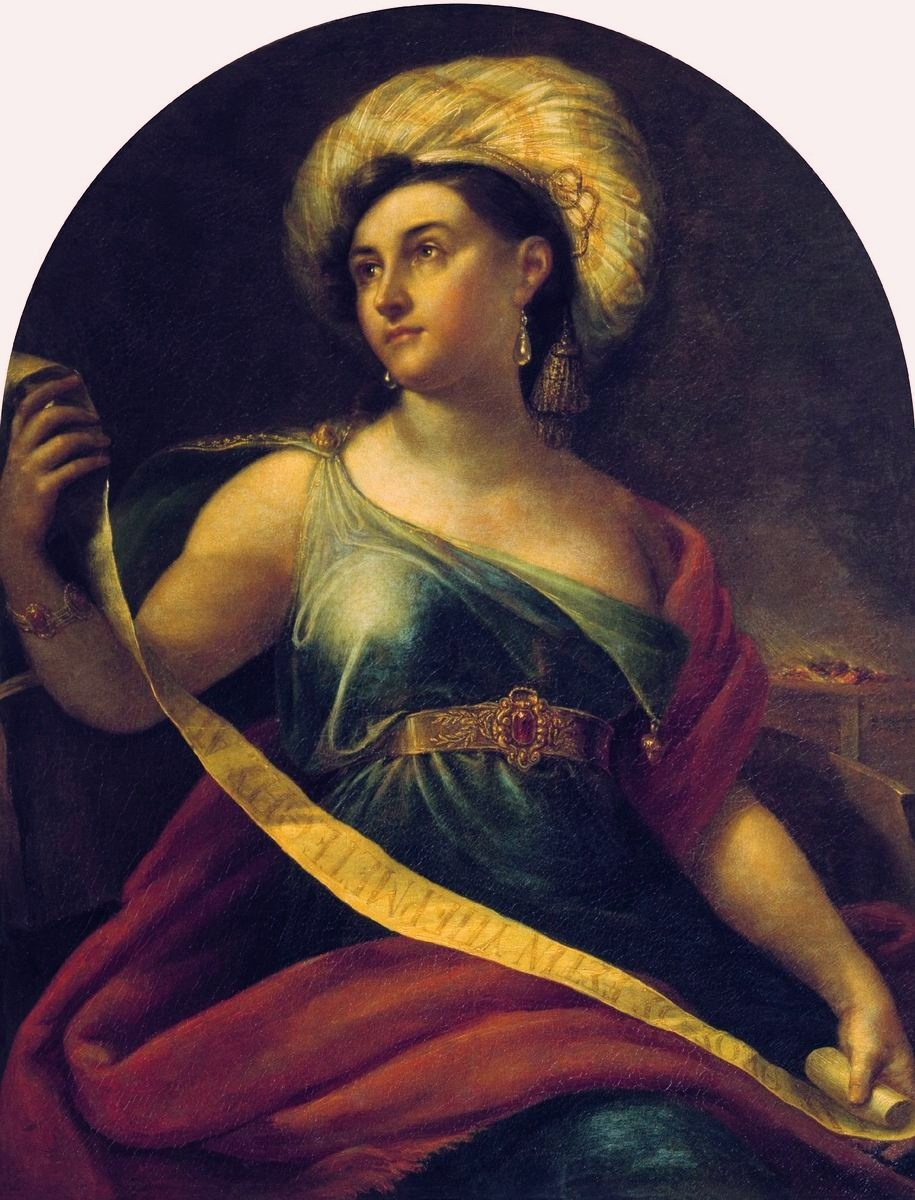
オレスト・キプレンスキー『デルポイのシビュラに扮する女優ニンフォドーラ・セミョーノワの肖像画』1828年 バフルシナ劇場博物館（英語版）所蔵
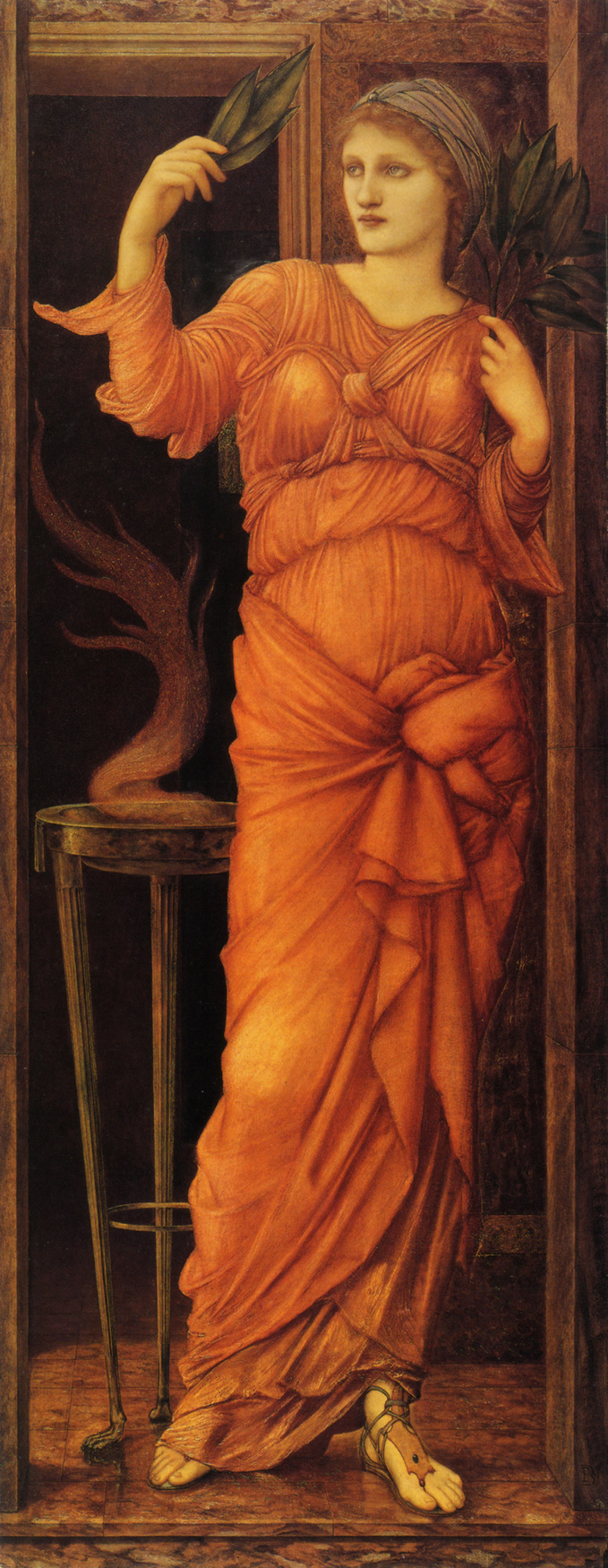
エドワード・バーン＝ジョーンズ『デルポイのシビュラ』1868年 マンチェスター市立美術館所蔵